# 贝熙业
让·热罗姆·奥古斯坦·贝熙业（法語：Jean Jérome Augustin Bussière，1872年7月9日—1958年2月5日），法國外科醫生。

## 歷史
贝熙业生於奥维涅，獲得医科博士学位後以军医身份在法屬印度、波斯等地行醫。1913年来到中国。當時他是袁世凯的医疗顾问，袁世凯臨終前，贝熙业為其做導尿手術。袁世凱生前曾授予其文虎勳章。
贝熙业還曾任法国驻中国大使馆医官、北京大学校医、中法大学董事。1932年任上海震旦大学医学院院长。贝熙业在中國期間穿长袍、学中文、吃中餐、研习书画，在其首位妻子去世後，迎娶中国女子吴似丹为妻。抗日战争期间，贝熙业曾骑着自行车驮满药材，自北平城内启程，骑行30多公里，将药材运到西山附近。后来他又购买汽车，将药材和医疗器械从日本占领区送至八路军的晋察冀边区，來到當地後救助中国伤员，为八路军伤病员和村民免费看病。
贝家花园是贝熙业在北京的住宅。
1954年，贝熙业與妻子吴似丹離開中國回到法國。